# Призрачный экспресс
«Призрачный экспресс» (англ. Night Train; дословно — «Ночной поезд») — мистический триллер, режиссёр и сценарист Брайан Кинг. Фильм не появлялся в кинотеатрах и был выпущен на DVD в США 7 июля 2009 года. Фильм снимался в столице Болгарии — Софии.

## Сюжет
В вагоне ночного экспресса двое попутчиков и кондуктор находят труп, в руках которого зажата древняя шкатулка-убийца. Её внешний вид обманчив, безделушка скрывает в себе древнее зло, которое способно поднять на поверхность темные желания и наиболее скрытые страхи человеческой души, чтобы разбудить в людях жажду убийства ….

## В ролях
| Актёр                 | Роль                |
| --------------------- | ------------------- |
| Дэнни Гловер          | Майлз (Кондуктор)   |
| Лили Собески          | Хлоя                |
| Стив Зан              | Пит                 |
| Маттиас Швайгхёфер    | Фрэнки              |
| Такацуна Мукаи        | Хиро                |
| Того Игава            | Ямасита             |
| Ричард О'Брайен       | Мисис Фрой          |
| Джо Марр              | Мистер Кайро (труп) |
| Константин Грегори    | Гутман              |
| Гарри Аничкин         | Уолтер              |
| Джефф Белл            | Детектив            |
| Лука Берковичи        | Человек             |
| Марианна Станичева    | Женщина             |
| Десислава Николова    | Медсестра           |
| Яна Атанасова Попова  | Маленькая девочка   |
| Иво Ивайлов Георгиев  | Старший брат        |
| София Летисия Моралес | Младшая сестра      |